# Barrundia
Barrundia és un municipi d'Àlaba, de la Quadrilla de Salvatierra. Limita amb els municipis d'Eskoriatza i Oñati (Guipúscoa) al nord, Leintz-Gatzaga (Guipúscoa), Burgelu i Vitòria al sud, Donemiliaga a l'est i Burgelu, Dulantzi i Agurain a l'oest. Aplega els concejos de:
- Audikana.
- Dallo.
- Elgea.
- Etura.
- Etxabarri-Urtupina.
- Gebara.
- Heredia.
- Hermua.
- Larrea.
- Marieta-Larrinzar.
- Maturana.
- Mendixur.
- Ozaeta

Els pobles d'Urizar i Zuazola són d'administració municipal.

## Història
El municipi de Barrundia té els seus orígens en la Germandat de Barrundia. Aquesta estava originalment composta per solament una part dels pobles de l'actual municipi. Germanor de Barrundia: Audikana, Dallo, Etxabarri-Urtupina, Heredia, Hermua, Larrea, Maturana, Ozaeta i Zuazola.
- En la dècada de 1880 absorbeix el municipi de Gebara; afegint al municipi els pobles de Elguea, Etura, Gebara i Urizar.
- En la dècada de 1960 absorbeix diversos pobles del municipi de Gamboa. S'afegixen al municipi Marieta-Larrinzar i Mendíjur; i els despoblats de Garaio i Zuazo de Gamboa.

## Eleccions 2007
En les últimes eleccions realitzades en 2007 a l'ajuntament del municipi, cinc van ser els partits que es van presentar en aquest municipi(EAJ-PNB, EAE-ANV, PSE-EE, PP, EB). Els resultats van ser els següents: 
- EAJ-PNB : 186 vots. (4 escons)
- EAE-ANV: 157 vots. (3 escons)
- PSE-EE: 43 vots. (0 escons)
- PP: 42 vots. (0 escons)
- EB: 21 vots. (0 escons)

La qual cosa va donar com guanyador a l'actual alcalde de EAJ-PNB, José Felix Uriarte Uriarte, i va fer que tant PSE-EE, com PP com EB es quedessin sense representació en l'ajuntament.

## Personatges cèlebres
- Joan Perez de Lazarraga (1548?–1605), lingüista
- Bruno Villarreal (1799-1860), general carlí.
- Manuel de Arostegi Saenz de Olamendi (1758-1813), politíc liberal.
- Vicente Beltran de Heredia (1885-1973), historiador.
- Juan Manuel Diaz de Gereñu (1956-), literat.